# Carl-Gustav Anderberg
Carl-Gustav Bertil Anderberg, född 2 november 1925 i Malmö Caroli församling, Malmö, död 7 mars 2011 i Oscars församling, Stockholm, var en svensk idrottsledare som var ordförande för Sveriges Olympiska Kommitté (SOK) 1997–2000.
Anderberg har arbetat som verkställande direktör för Sveriges skorstensfejaremästares riksförbund, och gav inför förbundets 100-årsjubileum 1997 ut en bok om skorstensfejaryrkets historia i Sverige.
Anderberg har en bakgrund som idrottsledare inom cykelsport. Han var mångårig ledamot av SOK, och ordförande från 1997 till 2000, då han efterträddes av Stefan Lindeberg. I samband med sin avgång utsågs Anderberg till hedersordförande i SOK.
Anderberg var ledamot av Svenska Idrottsakademin. Han är gravsatt i minneslunden på Sankt Pauli mellersta kyrkogård i Malmö.